# Central-Asian Power Energy Company
Die Central-Asian Power Energy Company (CAPEC) (russisch Центрально-Азиатская топливно-энергетическая компания) ist eine Holding in Kasachstan mit Firmensitz in Almaty. Sie ist in den Bereichen Energieversorgung und Finanzen tätig.
Nach Firmenangaben waren zum 1. August 2009 insgesamt 8.576 Mitarbeiter in allen Unternehmen der Holding beschäftigt, wobei 45 Mitarbeiter direkt bei der CAPEC angestellt waren. Der Umsatz der Holding betrug im Geschäftsjahr 2008 nach eigenen Angaben rund 31 Milliarden Tenge.

## Geschichte
Die Central-Asian Power Energy Company wurde am 11. Juni 1997 gegründet. Im Juni 2002 wurden fast 100 Prozent des regionalen Energieverbundes Pawlodar übernommen. Zwischen April und Juni 2004 wurden 82 Prozent der Aktien der kasachischen Eximbank erstanden.
In den Jahren 2007 und 2008 gelangten weitere Energienetzwerke in Ekibastus und in Nordkasachstan in den Besitz der CAPEC. 2007 wurden 99,9 Prozent der Aktien des APF „AMANAT Kazakhstan“ übernommen. 
Am 26. März 2009 wurde zusammen mit der Europäischen Bank für Wiederaufbau und Entwicklung die Central-Asian Electric Power Corporation übernommen. Die CAPEC hält 75,12 Prozent und die EBWE hält 24,88 Prozent der Aktienanteile.

## Unternehmensbeteiligungen
Die Central-Asian Power Energy Company hält Anteile an folgenden Unternehmen:
- Central-Asian Electric Power Corporation (75,12 Prozent)
- Eximbank (66,92 Prozent)
- APF “AMANAT Kazakhstan” (99,9 Prozent)
- Eximlising (100 Prozent)